# 池田邦彦
池田 邦彦（いけだ くにひこ、1965年 - ）は、日本の漫画家で、鉄道関連のライター。

## 略歴
1965年生まれ。1997年よりイラストレーターとして活躍する。2000年5月より、STUDIO S’PIKE を設立し、鉄道関連の記事を執筆する。
2008年より、漫画家としての活動を開始する。同年12月、講談社主催の漫画新人賞である「第54回ちばてつや賞（一般部門）」にて『RAIL GIRL〜三河の花』が大賞を受賞する。2009年には漫画週刊誌『モーニング』での『カレチ』の連載で注目され、以来漫画の制作の方を生業としているが、鉄道模型レイアウトの製作も行っており、レイアウト製作に関する著書があるほか、ジオラマ用品店「さかつうギャラリー」にて展覧会を行ったこともある。2019年には『ゲッサン』にて『国境のエミーリャ』を連載開始。

## 著作

### 漫画
- カレチ 講談社〈モーニングKC〉、全5巻
- 甲組の徹 講談社 モーニングで不定期掲載、モーニングKC、全1巻
- シャーロッキアン!　双葉社〈アクションコミックス〉、既刊4巻
- でんしゃ通り一丁目 日本文芸社〈ニチブンコミックス〉、全2巻
- おもいで停留所〜バスに君が乗っていた頃〜 日本文芸社〈ニチブンコミックス〉、全1巻
- エンジニール〜鉄道に挑んだ男たち〜 リイド社〈SPコミックス〉、既刊2巻
- グランドステーション 〜上野駅鉄道公安室日常〜 講談社〈モーニングKC〉、全2巻
- 山手線ものがたり 日本文芸社〈ニチブンコミックス〉、全1巻
- 漫画 働くということ（原作:黒井千次）講談社〈ビジネスモーニング〉、全1巻
- 国境のエミーリャ 小学館〈ゲッサン少年サンデーコミックス〉、既刊13巻
- まぼろしキャバレー 日本文芸社〈ニチブンコミックス〉、既刊1巻
- 艦隊のシェフ（作画:萩原玲二）講談社〈モーニング〉、既刊10巻（2025年7月23日現在）

### その他
- 『列車紳士録』 - 鉄路を駆けたスターたち ネコ・パブリッシング 2004年2月 ISBN 978-4-7770-0115-6
- 『流線型伝説』 - 鉄道車両進化の系譜 イカロス出版 2005年1月 ISBN 978-4-87149-638-4
- 『鉄道史の分岐点』 - 日本鉄道の発展を探る イカロス出版　2005年11月 ISBN 978-4-87149-757-2
- 『大人の自由時間 机の上の小さな鉄道レイアウト作り』 - 技術評論社 2016年3月 ISBN 978-4-7741-7976-6